# Magicians de Harlem
Les Magicians de Harlem (en anglais : Harlem Magicians) sont une équipe de basket-ball américaine fondée en 1953. À la manière des Globetrotters de Harlem, dont la plupart des membres sont issus, l'équipe se produit en spectacle à travers les États-Unis, notamment avant des rencontres de la NBA.  
L'équipe est fondée par l'entrepreneur Lou Varnell, sur le modèle des Globetrotters, et présentée sous le nom de Harlem Magicians. Le principal joueur est Marques Haynes, excellent dribbleur et figure des Globetrotters depuis 1947, qui a quitté l'équipe à la suite d'un litige portant sur son contrat. Les Magicians comptent également la présence de Reece Tatum, autre star des Globetrotters, Bob Erickson et Ron Cavenall. Le promoteur Dempsey Holland est chargé de distribuer le spectacle.  
Fin 1961, le fondateur et propriétaire des Globetrotters de Harlem, Abe Saperstein, engage des poursuites contre Lon Varnell pour violation des marques déposées « Harlem Globetrotters » et « Magicians of Basketball ». En 1964, les parties au procès trouvent un accord à l'amiable.  